# Sweet Frog

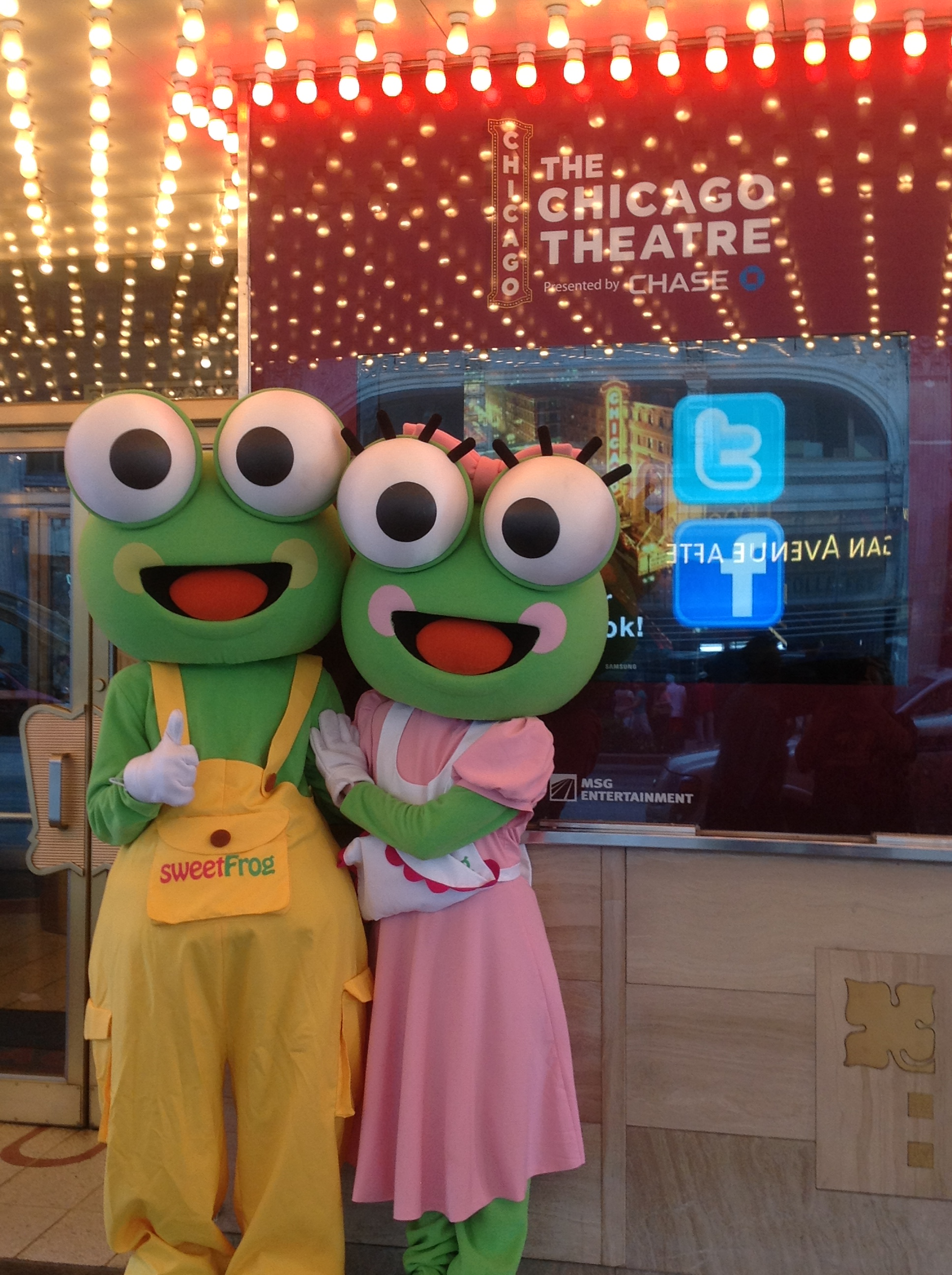
Scoop e Cookie promovendo o primeiro Sweet Frog da área de Chicago em Frankfort, IL.

Sweet Frog (estilizado como sweetFrog - Premium Frozen Yogurt) (em português Sapo Doce) é uma cadeia de restaurantes varejistas de iogurte gelado da Sweet Frog Enterprises, LLC. Os clientes da Sweet Frog criam o seu próprio iogurte gelado com diversos sabores e coberturas à sua escolha. Derek Cha, que imigrou da Coreia do Sul para os Estados Unidos aos 12 anos, é o fundador da Sweet Frog. Ele abriu a primeira loja Sweet Frog em Richmond, Virgínia, em 2009, numa altura em que a economia dos Estados Unidos estava em recessão . Cha fundou a Sweet Frog com base em princípios cristãos. A parte "FROG" (em português SAPO) do nome, de acordo com Cha, é na verdade um acrônimo para "Fully Rely on God" (em português "Confie Totalmente em Deus").
O dos restaurantes Sweet Frog são pintados de rosa e verde, e a loja típica consiste em sete ou oito máquinas de iogurte gelado, bares de cobertura, e merchandising, maioritariamente baseados nos mascotes "Scoop" (em português "Colher") e "Cookie" ("Bolacha") da Sweet Frog.
No outono de 2018, a SweetFrog foi comprada por uma subsidiária integral canadense MTY Food Group Inc. de Montreal, Quebec . Com sede em Scottsdale, Arizona, na altura da aquisição, a empresa operava em 332 locais nos Estados Unidos e no exterior, a maioria dos quais franqueados.

## Crescimento
Derek Cha fundou a Sweet Frog com apenas um restaurante em 2009, e em quatro anos a Sweet Frog cresceu para mais de 215 lojas em 25 estados nos Estados Unidos, com mais lojas localizadas internacionalmente na República Dominicana, Reino Unido e Egito. Nos seus primeiros 3 anos de franquia, mais de 60 lojas Sweet Frog foram abertas. Na primavera de 2012, foi relatado que a Sweet Frog tinha 100 lojas e esperava ter 200 até ao final do ano civil. O objetivo de Cha era ter 200 lojas da Sweet Frog até ao final de 2012. Um artigo de 24 de abril de 2013 relatou que a Sweet Frog tinha então 240 lojas, incluindo locais próprios, licenciados e franqueados. Ele apontou que a Sweet Frog cresceu de 130 lojas registas apenas sete meses antes, em outubro de 2012. Em 2020, Cha confessou que gostaria de ter 1.000 restaurantes nos EUA e 1.000 estabelecimentos internacionais
Em 17 de abril de 2012, a Boxwood Capital Partners, LLC anunciou que tinha feito um investimento de capital de crescimento na sweetFrog Enterprises, LLC. O investimento minoritário da Boxwood está sendo usado para ajudar a financiar os planos de expansão da Sweet Frog em todo o país e internacionalmente. Depois do investimento, James Patrick Galleher, Diretor Administrativo da Boxwood Capital Partners, tornou-se Diretor Executivo da Sweet Frog Enterprises, LLC.
Em 2014, a sweetFrog foi listada em 22º lugar na lista Inc. 500 das empresas privadas de crescimento mais rápido em 2014, com receitas de $ 34,4 milhões.
Em 2 de fevereiro de 2015, foi anunciado que a Boxwood Capital Partners, LLC havia adquirido a sweetFrog Enterprises, LLC.
A tabela abaixo mostra o ano civil (coluna 1), o número de lojas que a Sweet Frog abriu durante esse ano (coluna 2) e o número total de lojas que a Sweet Frog abriu e estava operando no final desse ano (coluna 3):
| Ano  | Aberto | No final do ano |
| ---- | ------ | --------------- |
| 2009 | 1      | 1               |
| 2010 | 1      | 2               |
| 2011 | 8      | 10              |
| 2012 | 70     | 80              |
| 2013 | 107    | 187             |
| 2014 | 85     | 272             |
| 2015 | -23    | 249             |
| 2016 | 27     | 276             |

## Patrocínios
Em 18 de abril de 2016, foi anunciado pela BK Racing que sweetFrog patrocinaria David Ragan e o nº 23 Toyota Camry para o Toyota Owners 400 no Richmond International Raceway. sweetFrog voltou a patrocinar o nº 23 de Ragan para o Federated Auto Parts 400 em Richmond em agosto. sweetFrog mais tarde apareceu no videogame NASCAR Heat Evolution.